# 上海奉贤巴士公共交通有限公司
上海奉贤巴士公共交通有限公司是中華人民共和國上海市奉賢區一家國有公共汽車營運公司，總部位於南桥镇，公司成立于2009年11月22日。上海奉贤巴士公共交通有限公司成立後，上海奉贤交通能源（集团）有限公司控股51%，上海巴士公交（集团）有限公司控股49%。2013年1月1日，上海奉贤巴士公共交通有限公司成為上海奉贤交通能源（集团）有限公司的100%控股子公司。